# Virmo församling
Virmo församling (finska Mynämäen seurakunta) är en evangelisk-luthersk församling i Virmo i Finland. Församlingen hör till Åbo ärkestift och Nousis prosteri
Virmo kyrksocken torde ha tillkommit under 1200-talets andra kvartal, enligt traditionen 1260. Socknen omnämns första gången år 1309. År 1554 hade socknen en kapellförsamling av medeltida ursprung i Hietamäki. Senare har Mietois, Karjala och Vehmalais församlingar avskilts från Virmo församling.
Virmo församling har cirka 5 950 medlemmar (september 2021) och Antti Kallio är församlingens kyrkoherde. Den medeltida S:t Lars kyrka är församlingens huvudkyrka.
Sedan början av 2017 har Mietois församling varit kapellförsamling till Virmo församling på grund av kommunsammanslagningen. Församlingens verksamhet sker i huvudsakligen på finska.